# George Fuller (homme politique)
Pour les articles homonymes, voir George Fuller.
George Pargiter Fuller (8 janvier 1833 - 2 avril 1927), est un homme politique du Parti libéral au Royaume-Uni qui siège à la Chambre des communes de 1885 à 1895.

## Jeunesse
Fuller est né à Baynton, Wiltshire, le fils aîné survivant de John Bird Fuller, un associé de Fuller Smith & Turner, des brasseurs, et son épouse Sophia Hanning, fille de John Hanning. Il fait ses études à Winchester, où il joue dans le 1er cricket XI pendant deux ans, et à Christ Church, Oxford . Pendant son séjour à Oxford, il représente le Oxford University Cricket Club et joue dans le tournoi universitaire en 1854 et 1855.

## Carrière
Fuller hérite d'une part de la brasserie familiale (à Chiswick, Londres) à la mort de son père en 1872, et est également président d'Avon Rubber à Melksham. Il est également haut shérif du Wiltshire en 1878. Il vit à Neston Park, Corsham, Wiltshire.
Fuller se présente sans succès pour North Wiltshire en 1880. Il est élu député de Westbury aux élections générales de 1885, siège qu'il occupe jusqu'en 1895. Il fait 55 contributions au Parlement .
Fuller est membre du Wiltshire County Council, président du Chippenham Rural District Council et du Corsham Parish Council and School Board et juge de paix du Wiltshire .

## Famille
Fuller épouse Emily Georgina Jane Hick Beach, la deuxième fille de Sir Michael Hicks Beach, 8e baronnet, et la sœur de Michael Hicks Beach, en 1864. Fuller achète Great Chalfield Manor, voisin de son domaine Neston Park, en 1878, d'abord pour ses terres agricoles. La propriété médiévale tardive est ensuite occupée et restaurée par son quatrième fils, Robert, sous la direction du célèbre architecte Harold Brakspear .
Leur fils aîné John (1864-1915) est également devenu un politicien libéral et est créé baronnet en 1910. Fuller est décédé en avril 1927, à l'âge de 94 ans. Sa femme lui survit trois ans et est décédée en décembre 1930.